# Agrodiaetus paracyanea
Agrodiaetus paracyanea är en fjärilsart som beskrevs av De Lesse 1963. Agrodiaetus paracyanea ingår i släktet Agrodiaetus och familjen juvelvingar. Inga underarter finns listade i Catalogue of Life.